# Gianluca Hossmann
Gianluca Hossmann (* 25. März 1991 in Winterthur) ist ein Schweizer ehemaliger Fussballspieler.

## Karriere
Hossmann begann im Alter von fünf Jahren beim FC Thusis-Cazis aus dem Ostschweizer Kanton Graubünden mit dem Fussballspielen. In diesem ländlich geprägten Umfeld offenbarte sich sein Talent, weswegen ihm als Zwölfjähriger der Wechsel ins Team Graubünden ermöglicht wurde. Hierbei handelte es sich um eine Einrichtung des kantonalen Verbands zur Förderung begabter Nachwuchsspieler. Mit 15 Jahren kehrte er in den Vereinsbereich zurück und schloss sich dem FC Winterthur an, was der Rückkehr in seine Geburtsstadt gleichkam. Nur ein Jahr später wurde er in die Jugendabteilung des Erstligisten Grasshopper Club Zürich übernommen. Ab dem Beginn der Spielzeit 2009/10 erhielt er Spielpraxis bei der zweiten Mannschaft der Grasshoppers, mit welcher er in der dritthöchsten Liga antrat. Mit der Zeit entwickelte er sich dort zu einem der wichtigsten Leistungsträger und geriet somit auch in den Fokus für das Profiteam des GC, für welches er am 31. Oktober 2010 bei einer 0:1-Niederlage gegen die BSC Young Boys in der höchsten Schweizer Spielklasse debütierte. Die Presse bescheinigte dem damals 19-Jährigen für seinen Einsatz über die vollen 90 Minuten eine ordentliche Leistung, wenngleich er Henri Bienvenu bei dessen Tor nicht stoppen konnte.
In den Jahren nach seinem Debüt wurde er nur äusserst selten bei den Profis berücksichtigt und erhielt weiterhin Spielpraxis bei der zweiten Auswahl. Für die Dauer der Saison 2013/14 wurde er vor diesem Hintergrund an den Zweitligisten FC Biel-Bienne ausgeliehen. Dort wurde er wesentlich häufiger aufgeboten, konnte sich allerdings nicht dauerhaft durchsetzen und kehrte nach dem Ende der Leihe zu den Grasshoppers zurück. Am Ende der Spielzeit 2014/15, in deren Verlauf er nicht über vier bestrittene Partien hinausgekommen war, wurde sein Vertrag nicht verlängert. Einen neuen Arbeitgeber fand er im August 2015 im deutschen Zweitligisten MSV Duisburg, wurde dort allerdings zunächst der zweiten Mannschaft zugeordnet. Bereits nach wenigen Wochen rückte er hingegen erstmals in das Profikader auf und wurde am 26. September 2015 bei einer 2:3-Auswärtsniederlage gegen den 1. FC Union Berlin in der 78. Minute für Steffen Bohl eingewechselt, womit er sein Debüt in der 2. Bundesliga erreichte.
Nachdem er mit Duisburg in die 3. Liga abgestiegen war, verliess er den Verein im Sommer 2016 und spielte in der Folge eine Saison für den Schweizer Viertligisten FC Seefeld Zürich.